# Chuhra
Chuhra, también conocida como Bhanghi y Balmiki,es una casta paria en India y Pakistán. Las regiones pobladas incluyen la región de Punyab en India y Pakistán, así como Uttar Pradesh en India, entre otras partes del subcontinente indio como el sur de India. Su ocupación tradicional es la de barrer, una ocupación “contaminante” que hizo que se les considerara intocables en el sistema de castas.
Originalmente seguidores de la secta Balmiki del hinduismo, muchos Chuhras se convirtieron al sijismo, al islam y al cristianismo durante la era colonial en la India. En la actualidad, los Chuhras en el Punjab indio son en su mayoría seguidores del sijismo. Una minoría continúa siguiendo el hinduismo, que incorpora elementos del sijismo en sus prácticas, así como del cristianismo. En el Punyab paquistaní, entre el 90 y el 95% de su población cristiana son cristianos dalit de la casta Chuhra; otros Chuhras practican el Islam o continúan siguiendo el hinduismo.

## Etimología e historia

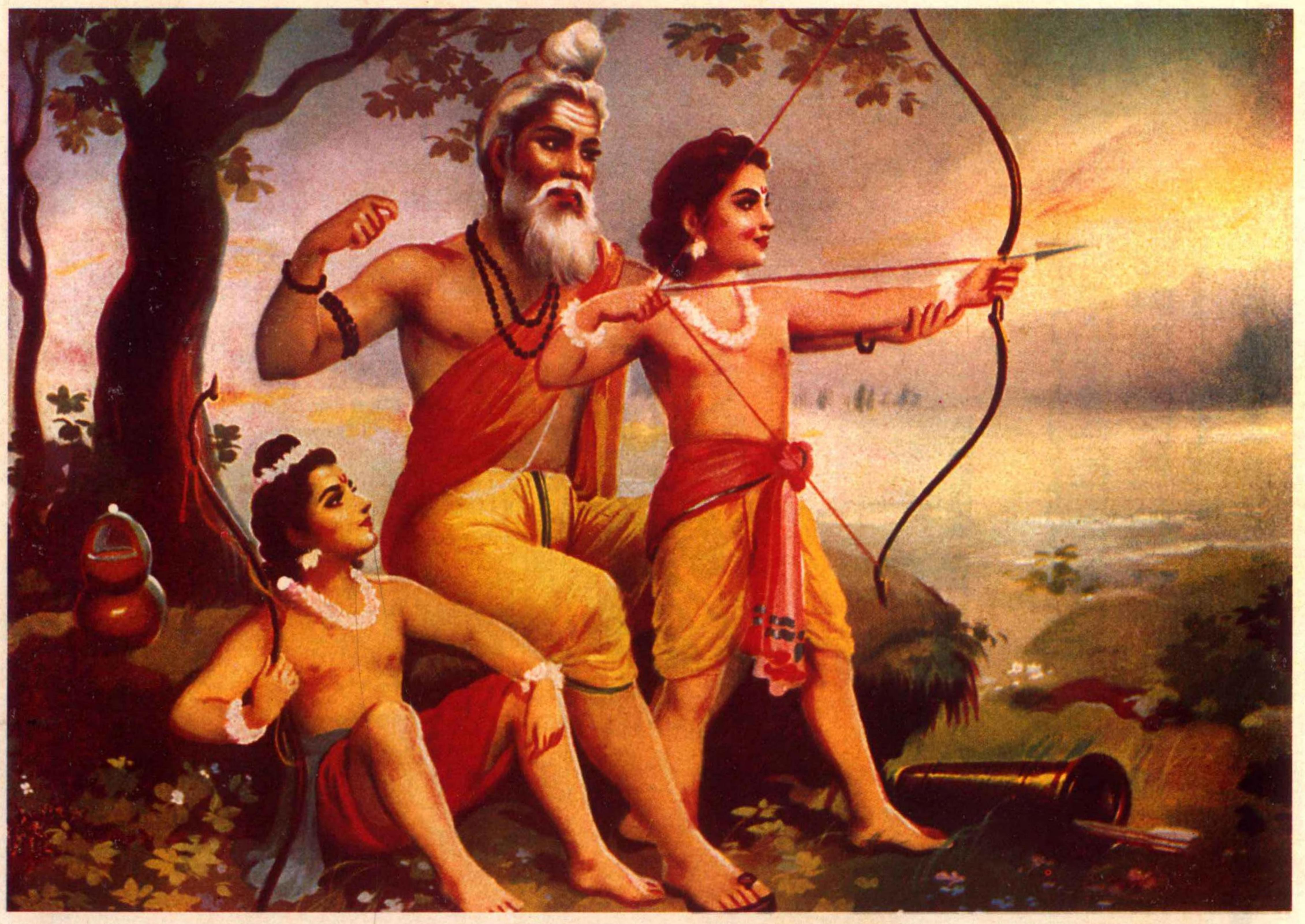
Los Chuhras afirman descender de Valmiki, compositor del Ramayana.

La palabra "Chuhra" se deriva de la palabra "Shudrá", una de las castas de la sociedad india.
Los Bhangis afirman descender de Valmiki (también conocido como Lal Beg o Balashah), un brahmán que compuso el Ramayana y que es adorado como santo patrón hindú por los Bhangis. La palabra Bhangi se deriva de Bhanga que significa roto. La comunidad Bhangi afirma que los obligaron a barrer el suelo y hacer otros trabajos menores cuando se negaron a convertirse al Islam durante la era mogol.
Originalmente seguidores de la secta Balmiki del hinduismo, muchos Chuhras se convirtieron al sijismo, al islam y al cristianismo durante la era colonial en la India. La fe practicada por los Lal Begi Chuhras llegó a sincretizar elementos del hinduismo, el islam y el cristianismo. El Arya Samaj atrajo a la mayoría al hinduismo convencional, mientras que en los siglos XIX y principios del XX se produjeron conversiones similares en el Islam, el cristianismo y el sijismo.
En 1932, en la India colonial, se creó la Balmiki Sabha para defender los derechos de los chuhras. A mediados de la década de 1940, el Congreso Nacional Indio aplaudió al Balmiki Sabha por difundir su mensaje político entre los chuhras.

## Por religión

### En el hinduismo
Al igual que los Lal Begi, la mayoría de los Chuhras hindúes pertenecen a la secta Balmiki del hinduismo. En la provincia de Baluchistán de la India colonial, la mayoría de los chuhras en el censo indio de 1931 se registraron como "balmiki hindúes".

### En el cristianismo
En la India colonial, hubo oleadas de conversiones al cristianismo entre los chuhra y los chamar entre los años 1870 y 1930 en la provincia de Punjab y las provincias unidas de Agra y Oudh. Los censos de la India británica se volvieron cada vez más confusos respecto a las creencias religiosas de los dalits chuhra porque a los encuestados se les permitió elegir su designación. Jeffrey Cox dice que en los años 1920 y 1930 se describían a sí mismos de diversas maneras:
 

Chuhra, Chuhra "hindú", Musali (Chuhra musulmana), Mazhabi (Chuhra sij), Ad-Dharmi, Chuhra cristiana o simplemente cristiana... Es cierto que una gran mayoría de los 391.270 cristianos indios enumerados en Punjab eran Chuhras. {snd}}es decir, la minoría más estigmatizada de la provincia.

En lo que hoy es Pakistán, las conversiones al cristianismo y la consiguiente invención de una nueva identidad fueron en gran medida responsables de que el nombre Chuhra se volviera arcaico. A menudo se considera peyorativo y se aplica a casi todos los cristianos del país, a quienes John O'Brien describe como "descendientes de una casta tribal de personas oprimidas y excluidas". La condición de los cristianos chuhra como cristianos dalit sigue siendo un "rasgo distintivo de la discriminación social" contra ellos.

### En el Islam
Los chuhras que se convirtieron del hinduismo al Islam eran conocidos como musalis. A pesar de poner gran énfasis en la igualdad social y la hermandad entre todos los musulmanes, los primeros musulmanes del sur de Asia no abordaron el problema de la intocabilidad de los Chuhras o Bhangis. Como resultado, sólo unos pocos miembros de esta comunidad abrazaron el Islam y la mayoría se convirtieron al cristianismo. Los chuhras adoptaron las apariencias del Islam conservando los nombres musulmanes, observando el Ramadán y el entierro de los muertos. Sin embargo, nunca se sometieron a la circuncisión. Sólo se han registrado unos pocos casos de circuncisión de Chuhras o Bhangis y se trataba de Chuhras que vivían muy cerca de Jama Masjid. Los Chuhras no aceptaron a Mahoma como su profeta y continuaron observando los festivales hindúes tradicionales, como Diwali, Rakhi y Holi. Al igual que sus hermanos hindúes, continuaron con su trabajo de castas tradicional. En la India el sistema de castas era respetado plenamente por los musulmanes. De la misma manera que a los chuhras hindúes se les prohibía la entrada a los templos en tiempos históricos, a los chuhras musulmanes todavía hoy se les prohíbe la entrada a las mezquitas y nunca se les permite pasar más allá de las escaleras exteriores de los lugares religiosos musulmanes. La intocabilidad se extendía incluso después de la muerte; los chuhras debían enterrar a sus muertos en cementerios separados, lejos de los demás musulmanes.

### En el sijismo
Los chuhras que se convirtieron del hinduismo al sijismo llegaron a ser conocidos como sikhs Mazhabi.

## Demografía
Según el censo de la India de 2001, los balmikis constituían el 11,2 por ciento de la población de castas programadas en Punyab y eran la segunda casta programada más poblada en la región de la capital nacional de Delhi.
El censo de la India de 2011 para Uttar Pradesh mostró que la población balmiki, que fue clasificada como una casta programada, era de 1.319.241.
Los balmiki representan el 0,08 por ciento en Andhra Pradesh y se concentran principalmente en los distritos de Anantapur, Kurnool y Kadapa de Andhra Pradesh. También construyeron un templo de Valmiki en Anantapur, Andhra Pradesh.
En el Reino Unido, se creó el Consejo de Valmiki Sabhas UK para representar a los Balmiki.
| Estado, UT       | Población | Población % | Notas |
| ---------------- | --------- | ----------- | --- |
| Andhra Pradesh   | 70,513    | 0.083%      | En el estado conjunto de Andhara Pradesh, durante el censo de 2011, la casta Valmiki se había contado como una tribu registrada en lugar de una casta registrada.   |
| Bihar            | 207,549   | 0.199%      | Contado como Hari, Mehtar, Bhangi |
| Chandigarh       | 82,624    | 7.82%       | Contado como Mazhabi, Balmiki, Chura o Bhangi |
| Chhattisgarh     | 19,016    | 0.074%      | Contado como Bhangi, Mehtar, Balmiki, Lalbegi, Dharkar |
| NCT of Delhi     | 577,281   | 3.43 %      | Contado como Chuhra (Balmiki) |
| Goa              | 309       | 0.0%        | Contado como Bhangi (Hadi) |
| Gujarat          | 439,444   | 0.72%       | Contados como Bhangi, Mehtar, Olgana, Rukhi, Malkana, Halalkhor, Lalbegi, Balmiki, Korar, Zadmalli, Barwashia, Barwasia, Jamphoda, Zampada, Zampda, Rushi, Valmiki. |
| Haryana          | 1,079,682 | 4.25%       | Contado como Balmiki, Chura, Bhangi, Mazhabi y Mazhabi Sikh |
| Himachal Pradesh | 35,150    | 0.51%       | Contados como Balmiki, Bhangi, Chuhra, Chura, Chuhre y Mazhabi. |
| Jammu & Kashmir  | 6918      | 0.0%        | Contado como Chura, Bhangi, Balmiki, Mehtar |
| Jharkhand        | 58,242    | 0.17%       | Contado como Hari, Mehtar, Bhangi |
| Karnataka        | 5,281     | 0.0086%     | Contados como Bhangi, Mehtar, Olgana, Rukhi, Malkana, Halalkhor, Lalbegi, Balmiki, Korar, Zadmalli.                                                                 |
| Madhya Pradesh   | 365,769   | 0.5%        | Contado como Bhangi, Mehtar, Balmik, Lalbegi, Dharkar |
| Maharashtra      | 217,166   | 0.19%       | Contados como Bhangi, Mehtar, Olgana, Rukhi, Malkana, Halalkhor, Lalbegi, Balmiki, Korar, Zadmalli, Hela.                                                           |
| Mizoram          | 21        | 0.0%        | Contado como Mehtar, Bhangi |
| Odisha           | 2,453     | 0.0%        | Contado como Hari, Mehtar, Bhangi |
| Punjab           | 3,500,874 | 12.61%      | Contado como Mazhabi, Mazhabi Sikh, Balmiki, Chuhra, Bhangi |
| Rajasthan        | 625,011   | 0.91%       | Contados como Majhabi, Bhangi, Chura, Mehtar, Olgana, Rukhi, Malkana, Halalkhor, Lalbegi, Balmiki, Valmiki, Korar, Zadmalli.                                        |
| Tripura          | 1,851     | 0.0%        | Contado como Mehtor |
| Uttarakhand      | 118,421   | 1.17%       | Contado como Mazhabi y Balmiki |
| Uttar Pradesh    | 1,319,241 | 0.66%       | Contado como Balmiki |
| West Bengal      | 431,257   | 0.47%       | Contado como Hari, Mehtar, Mehtor, Bhangi, Balmiki |

## Subcastas
Las siguientes son subcastas de la casta Balmiki/Bhangi/Chuhra:
- Borat[64]
- Bhatti[64]
- Banda de Chhapri[64]
- Dharival[64]
- Branquia[64]
- Hansi[64]
- Kandabari[64]
- Cosar[64]
- Ladhar[64]
- Lal Begi[65]
- Mattu[64]
- Sahotra/Sotra[64]
- Sindhu[64]
- Sin vida[64]
- Valmikis[66]

## Usar como epíteto
La locución "Chuhra-Chamar" es utilizada de manera despectiva por la casta jat para referirse a ambas castas dalit, los Chuhra y los Chamar.

## Lectura adicional
- Harding, Christopher (2008). Religious Transformation in South Asia : The Meanings of Conversion in Colonial Punjab: The Meanings of Conversion in Colonial Punjab. Oxford University Press. ISBN 978-0-19156-333-1.
- Kumar, Ashutosh, ed. (2012). Rethinking State Politics in India: Regions Within Regions. Routledge. ISBN 978-1-13670-400-0.
- Kuortti, Joel; Valmīki, Omaprakasa (2003). Joothan: A Dalit's Life. Popular Prakashan. ISBN 978-8-18560-463-3.
- Mukherjee, Mridula (2004). Peasants in India's Non-Violent Revolution: Practice and Theory. SAGE. ISBN 978-0-76199-686-6.
- Shyamlal (1992). The Bhangi: A Sweeper Caste, Its Socio-economic Portraits : with Special Reference to Jodhpur City. Popular Prakashan. ISBN 978-8-17154-550-6.
- Singh, Pashaura; Fenech, Louis E., eds. (2014). The Oxford Handbook of Sikh Studies. Oxford University Press. ISBN 978-0-19969-930-8.

- Datos: Q5116515